# Hauber Zsolt
Hauber Zsolt (Kecskemét, 1968. december 11. –) anyai ágon nemesi származású, 37 aranylemezes, 5 platinalemezes, négyszeres Mahasz-díjas zeneszerző, zenei producer, a synthpop és syntwave elektronikus zenei irányzat egyik magyarországi megalapítója és képviselője, 2-szeres veterán Magyar Bajnok párbajtőrvívó. 188 cm magas, 83 kg. 
6 éves korától Szolnokon, Moszkvában (ahol anyanyelvi szinten megtanult oroszul), majd Budapesten folytatta iskolai és zenei tanulmányait 14 éves koráig. Édesanyja Arany Katedra-díjas énektanárnő és karvezető. Édesapja a Szolnoki Repülőtiszti Főiskolán végzett vadászrepülő-pilótaként, a Honvédelmi Minisztériumban szolgált ezredesi rangban. Kiváló szovjet–orosz kapcsolatai és tökéletes orosz nyelvtudása révén részt vett és hozzájárult az orosz csapatkivonások tárgyalásainak sikeréhez.

## Pályája
1988-tól, első dala, az Induljon a banzáj megjelenése és sikere óta, minden évben ír és jelentet meg legalább egy rádiós, videó-, vagy klubslágert.
37 aranylemezt, 5 platinalemezt, 40 sikerdalt és 122 zenei albumot írt és megjelentetett, több mint 500 ezer lemezt adott el, 200 videó producere, 12 telt házas Budapest Aréna-koncerten lépett föl saját dalaival. Zenei tagozatos általános iskolát végzett, emellett szolfézs- és zongoratanulmányokat folytatott 8 éven át. 14 éves korától ír dalokat, 16 éves korában, 1984-ben alapítja meg Kovács Ákossal első zenekarát, melyet – Menczel Gábor billentyűssel kiegészülve – 1988-ban Bonanza Banzai néven ismerhetett meg a közönség. Az együttes csaknem összes slágerének zeneszerzője, illetve billentyűsként előadója volt. 1989 és 1994 között 8 stúdióalbumot készítettek, melyből 5 aranylemez lett. A Budapest Sportcsarnokban (ma Papp László Aréna) 6 alkalommal léptek fel telt ház előtt. A Bonanza Banzai igazi kult-zenekar, a mai napig egyedülállóan lelkes rajongótáborral bír.
A Bonanza feloszlása után alapította meg a Le Prelude együttest Kormos Z. Zsolttal, a Kortársak frontemberével. Egy lemezük jelent meg, Arccal a Földnek címmel.
1995-től tévéműsorok zenéit szerezi, illetve azok zenei produceri munkáját végzi. Elsőként Frei Tamás rendőrségi-oknyomozó műsorához komponált, majd a Dosszié következett, amelynek legjobb betétdalaiból album is készült. Ezt követően Friderikusz Sándor összes tv-műsorának zeneszerzője és zenei producere 10 éven át.
1995-től folyamatosan írja slágereit (Erica C, Fanny, Carpe Diem, Emergency House, Pa-Dö-Dö, C'est la vie, Bizö Boys) és a zeneszerzés mellett hangmérnöke és hangszerelője is dalainak. 1996-ban létrehozza a Fresh lányegyüttest. A csapat második, Itt vagyunk című nagylemeze aranylemez lett. Az Itt vagyunk és a Táncolj még (Szűcs Judit dalának feldolgozása) hetekig vezették a nagy rádiók slágerlistáit. Az első formáció Boogienights albuma hatalmas siker, de belső ellentétek miatt a 4. Fresh-album, az Add meg magad már új felállással jelenik meg – Andi, Wiki, Ági. A következő Fresh-sláger az Én is imádlak mai napig a legnépszerűbb számuk. 2003-ban az Utolsó tangó hatalmas klubkedvenc. 2005-ben a Fresh, a Félig ördög, félig angyal számos rádió listáján előkelő helyen szerepel. A Fresh-től megszokott extravagáns videóklipekhez méltóan ez a dal mindent visz, bomba énekesnők, Andi, Wiki és Ferrari, Lamborghini, Helikopterek, Casino. A siker nem marad el. A következő évek Fresh-dalai kicsit érettebb, komolyabb hangvételűek, ahogy a tagok is. Zsolt már nemcsak a dalokat írja, a klipeket is ő készíti. A Fresh Andi képviseletében ma is aktív.
2008 minden megjelenő kiadványának szerzője, előadója, fotósa, grafikusa, hangmérnöke, kliprendezője és kiadója.
Megalapítja saját lemezkiadóját, Voice Records néven.
A nagyközönség elé tárja és bevezeti Magyarországon a lounge-chillout zenét.[forrás?] Ice Coffee Lounge néven jelenteti meg ebben a stílusban alkotott albumait. Első az Ice Coffee Lounge 2008. A Summer in blue dalhoz klipet is forgat kedvenc helyszínén, Balatonlellén.
2009 jelenteti meg Ice Coffee Lounge 2009 albumát, a Black and white című dalhoz klipet is forgat. Balatonfüreden a veterán vívó-Európa-bajnokságon, párbajtőrben a 16. helyen végez.
2010 A Lánchíd Rádióban a Célpont zenéi című műsor zenei szerkesztője és társműsorvezetője egy éven át. 2010-ben egy újabb elektronikus zenei irányzatot honosít meg, a minimalt;[forrás?] Ennek jegyében jelenteti meg a 2010 The elements albumát is.
2011 jelenteti meg a Soul reloaded című elektronikuspop-albumát.
2012 családot alapít, ez év októberében születik meg Zsolt fia. Bemutatja az I will miss you dalhoz forgatott videóklipjét.
Kismamák és gyógyuló betegek részére készít és jelentet meg relaxációs CD-ket.
Decemberben 2. helyet ér el az Országos Veterán Vívóbajnokságon, párbajtőr fegyvernemben.
2013 Ákos turnéján két alkalommal sztárvendégként szerepel. Nemzetközi veterán vívóversenyt nyer Kassán.
2014 újra együtt zenél Ákossal. Első közös munkájuk az Újrakezdhetnénk című dal. Még ebben az évben megjelenik Igazán című minialbumuk, amely néhány nap alatt platinalemez lesz. Az Igazán klip többmilliós nézettséget produkál a YouTube-on.
2014. december 12-én és 13-án összesen 25 000 néző előtt adnak Ákossal telt házas szuperkoncerteket a Papp László Arénában, addig soha nem látott hang- és fénytechnikát felvonultatva, melyről 2015-ben zenei DVD is megjelenik.
2015 17 telt házas koncerten zenél Ákossal, csaknem 170 ezer ember előtt. Ősszel megjelenik és platinalemezzé válik Ákos Még egyszer albuma, melyen ő 9 dal zenéjét szerzi. Decemberben ismét két telt házas koncertet adnak a Papp László Arénában 30 ezer rajongó előtt. Ugyancsak decemberben 2. helyet ér el az Országos Veterán Vívóbajnokságon, párbajtőr fegyvernemben. Megalapítja a médiaszolgáltatással foglalkozó Radio Voice Kft.-t barátjával, Gém Zoltán ismert vízilabdázó, musicalzene-szerző, sikeres üzletemberrel, a világhírű szövegíró-zeneszerző G. Dénes György (Zsüti) fiával.
2016 10 telt házas koncertturnén játszik Ákossal. Az Ugyanúgy platinalemezes dal, melynek ő a zeneszerzője, a 2016-os év egyik legtöbbet játszott szerzeménye. Májusban az Országos Veterán Vívóbajnokságon egyéniben ezüst-, csapatban bronzérmet szerez, párbajtőr fegyvernemben. Szeptemberben jelenteti meg Ice Coffee Lounge 2016 című albumát. Sikeresen túlél egy mélyvénás trombózist és tüdőembóliát, aminek hatására írja meg Back in life című dalát. December 16-án és 17-én ismét telt házas koncerteket adnak Ákossal a Papp László Sportarénában.
2017 megjelenteti Airdrops című kislemezét. Ákossal közösen Szabadon címmel kislemezük jelenik meg. Megírja és megjelenteti első szimfóniáját, Requiem címmel. Májusban az Országos Veterán Vívóbajnokságon aranyérmet nyer csapatban. Júniusban megjelenteti új kislemezét: Neon Ways címmel.
Szeptemberben új EP-vel jelentkezik: Dreamland. Az album slágere a Waiting című dal, melyben Balássy Betti és Varga Feri énekelnek. Az album mind a 8 dalára készít klipet.
Saját ruhamárkát tervez Neon Ways by Hauber Zsolt névvel. Megjelenteti karácsonyi dalát, Jingle Bells címmel. Megjelenteti Zsolt gyermekének írt születésnapi dalát, Boldog szülinapot címmel.
A 2018-as évet Hold on című kislemezével indítja.
Bemutatja és CD-n megjelenteti a magyar történelem csaknem összes fúvós-hangszerét megszólaltató történelmi komolyzenei művét Nándorfehérvár címmel.
Decemberben bemutatja új dark synthpop dalát és klipjét Seasons címmel.
2019 bronzérmet nyer az 1. Veterán Párbajtőr-válogatóversenyen. 01-16 / Bemutatja új, Zsolti fiával közösen írt dalát és hozzá készített lebilincselő klipjét Aphrodite címmel.
02-05 / Családjával otthonában szerencsésen átvészel egy fegyveres rablótámadást. Hála a BRFK nyomózóinak, a Készenlétei Rendőrség helyszínlelőinek és a TEK profi gárdájának a tettest elfogták és rács mögött ül. 02-09 / Bemutatja új, Zsolti fiával közösen írt dalát és hozzá készített experimentális klipjét Solaris címmel. 03-01 / Bemutatja új dalát és hozzá készített klipjét Flo címmel. 03-10 / Megjelenteti új space-synthwave albumát Solaris címmel. 05-06 / Bemutatja új dalát és 36. saját gyártású klipjét Destroyer címmel. 05-13 / Újabb fegyveres támadást él túl. 12-05 / Bemutatja Silence című dalát, mely a 2020 január 1-jén megjelenő új albumának beharangozója.
2020 01.01. Megjelenteti Peace című albumát, melyen a 7 éves Zsolti fia szerzőként és előadóként is társa. Az album mind az 5 dalához készít klipet. Februárban videó sorozatot indít YouTube-csatornáján Hauber Zsolt újra játssza címmel, melyben általa szerzett és kedvenc dalainak zenéinek megszületését mutatja be és Hauber Zsolt újra játssza extra címmel, melyben kedvenc előadói slágereinek megalkotását mutatja be.
2020-04-04 Bemutatja új klasszikus művét Adagio címmel. 2020-04-10 Bemutatja Hold on Hungary! Tarts ki Magyarország! című új klipjét. 2020-04-12 Bemutatja új Asztronauta című dalát és klipjét. 2020-07-11 Szakmai video-sorozatot indít youtube csatornáján Hangszer – Zene – Computer címmel, melyben bemutatja a számítógépes zeneszerzés alapjait. 2020-07-17 A Károlyi zongoraszalonban előadja legismertebb szerzeményét a Valami véget ért című Bonanza Banzáj dal zenéjét egy 100 éves Stainway & Sons zongorán. Az előadásból készült klip Hauber Zsolt youtube csatornáján látható.
2020-08-01 Megjelenteti Hauber Zsolt újra játssza 1 című albumát. 2020-09-01 Megjelenteti zeneszerzőként jegyzett sláger gyűjteményének első albumát Best 1 címmel. Az album dalai: Induljon a banzáj, 1984, Valami véget ért, Álomhajó, A vágy kapuja, Dübörög a ház, Nyakig ér a holiday, Végül, Utolsó tangó, Én is imádlak, Félig ördög, félig angyal, Itt vagyunk, Hideg a szív, Boogie nights. 2020-10-01 Bemutatja új synth-funk stylusú Party time című dalát és klipjét. 2020-10-28 Bemutatja új drámai hangulatú pop dalát Emlékezz rám! címmel. 2020-11-13 Bemutatja új elektronikus dalát Industry címmel.
2020-11-23 Bemutatja új elektronikus dalát Punisher címmel. 2020-11-27 A Balatonica rádió Azure Horizon sorozatában Hauber Zsolt 8 alkalommal, havonta egyszer 1 órás chillout mix-et mutat be. Az első mix: Azure Horizon Vol 75. 2020-12-24 Karácsonyra elkészíti a Csendes éj Hauberes verzióját.
2020-12-31 A Zenebutik Tv szilveszteri műsorában szerepelnek Pálfalvy Attilával (Budapesti Operettszínház előadóművésze, és az Avantgarden zenekar énekese) , ahol az Induljon a banzáj-t elő is adják. Ezen a napon leforgatják új közös daluk, a Szívemben élsz klipjét.
2021 Folytatja népszerű video-sorozatait Youtube csatornáján: Hauber Zsolt újra játssza / Hangszer – Zene – Computer 2021-01-06 Bemutatja új, Apollo című space-synth pop dalát. 2021-01-10 A Zenebutik Tv-n 10:55-től Hauber Zsolt és Pálfalvy Attila a Kedvenceink Kedvencei című műsorban. Interjú Hauber Zsolttal a Petőfi Rádió Dalra magyar című műsorában. 2021-01-13 Megjelenik a Pálfalvy Attilával közösen írt Szívemben élsz klipje és dala. 2021-03-01 Megjelenik a Pálfalvy Attilával közösen írt Főnix című klipje és dala. 2021-03-23 Megjelenik második world-pop szerzeménye, a Távoli hang. 2021-04-01 Megjelenik a Pálfalvy Attilával közösen írt Állj mellénk! klipje és dala. 2022-01-07 A Hauber Zsolt X Bonanza Banzai nevú formációval (énekes: Pálfalvy Attila) bemutatja az ORFK-OBB újévi koncertjének 2.részét. 022-01-14 A Hauber Zsolt újra játssza Band bemutatja az ORFK-OBB újévi koncertjének Valami véget ért dalát. 2022-02-09 Megszületik második fia, Hugó. 2022-03-16 Fantasztikus hangulatú koncert ad a Hauber Zsolt X Bonanza Banzai az Akvárium Klub Kishallban. 2022-03-20 Megjelenteti a BEST 4. és a Hauber Zsolt újra játssza 4. albumait. 2022-04-18 Megjelenteti chillout sorozatának 7. albumát Ice Coffee Lounge 2022 címmel. 2022-07-25 Az ORFK-OBB-vel közösen létrejött Adj esélyt dalra látványos klipet forgat. 2022-08-03 Az Örökség Alkotóműhely SoooHungarian csapatával közösen elkészül a Matyó című dal és klip. 2022-09-16 A Duna Tv Család-barát műsorábn bemutatja Adj esélyt klipjét. 022-09-20 Megjelenteti televíziós zenéiből létrehozott két válogatásalbumát. Hauber Zsolt tv zenék 1 és 2. címmel. 2022-09-23 Bemutatja az ORFK-OBB-vel közösen létrehozott Lélekmotor klipjét. melyet rendezett és vágott. 2022-10-01 Megjelenteti Hauber Zsolt újra játssza 5. albumát. 2022-10-14 Teltházas koncertet ad a Hauber Zsolt X Bonanza Banzai az Akvárium klub Kishallban. 2022-10-27 Youtube csatornáján bemutatja 565. videóját! 2022-11-14 Megjelenteti a HAuber Zsolt legszebb lassú zenéi című albumát. 2022-12-03 Bronzérmet nyer az Országos Veterán Vivóbajnokságon párbajtőr egyéniben 2022-12-04 Aranyérmet és így Magyar Bajnok címet nyer az Országos Veterán Vivóbajnokságon párbajtőr csapatban a BHSE színeiben. 2023-002-17 Megjelenteti új Ice Coffee Lounge 2023 albumát. 2023-03-01 Megjelenteti Hauber Zsolt újrajátssza 6., majd a Hauber Zsolt újrajátssza 7. és a Best 5. albumait. 2023-04-14 Nagy sikerű koncertet ad a Hauber Zsolt X Bonanza Banzai produkció a Barba Negra Blue stage-en, majd 07-06-án újrázik a csapat.
18 állomásos turnéján a Hauber Zsolt X Bonanza Banzai sikert-sikerre halmoz, közönsége egyre gyarapszik. 2023-10-20 Megjelenik az első koncertlemez a Hauber Zsolt X Bonanza Banzai Live 2023 2023-11-20 Megírja gyermekeknek szóló balesetmegelőzési dalát Idenézek, odanézek címmel. 2023-10-27 Hatalmas sikerű, teltházas koncertet ad a Hauber Zsolt X Bonanza Banzai az Akvárium Kishall-ban. 2023-12-09 Egerben a Dobó téren rekordszámú lelkes néző előtt zárja 2023-as turnéját a Hauber Zsolt X Bonanza Banzai. 2024. évben tovább folytatódik péntek esténként a "Lounge Session Hauber Zsolttal" műsor a Forrás Rádióban. "2024-01-13" Az 1. Veterán Válogató versenyen 8.helyezést ér el a BHSE színeiben (50+ párbajtőr, Budapest, BHSE Vívóterem). "2024-04-06" Turnényitó nagy koncert: Budapest Barba Negra / Blue Stage. Fergeteges, teltházas koncertet ad a sztárvendégekkel, azaz Horváth Boldi énekessel és Végh Balázs dobossal kiegészült Hauber Zsolt X Bonanza Banzai produkció. 800 lelkes rajongó tombolja végig a másfél órás buli összes dalát! Megható, emlékezetes este! "2024-06-28 "Megjelenteti a BEST 6. és a Hauber Zsolt újra játssza 8. albumait.

## Főbb slágerei
Induljon a banzáj!, Calypso, A jel, Nincsen magyarázat, 1984, Valami véget ért, Elmondatott, Búcsúdal, Jóslat, Kezemet nyújtom, Barátom, Tiszta őrület, Mr. Hóember, Dübörög a ház, Nyakig ér a holiday, Álomhajó, A vágy kapuja, Funky baby, Itt vagyunk, Vár ránk a nyár, Hideg a szív, Te vagy a legjobb dolog a héten, Get on sax it up, Boogienights, Én is imádlak, Utolsó tangó, Félig ördög, félig angyal, Life, I will miss You, Volt egy nyár, Mámor, Party, Summer in blue, Újrakezdhetnénk, Igazán, Ébredj mellettem, Még egyszer, Ugyanúgy, Átölel, Back in life, Szabadon, Neon ways, Emlékezz rám, A szívemben élsz, Főnix

## Diszkográfia – albumok
- 1989 / Bonanza Banzai – Induljon a banzáj! (aranylemez)
- 1990 / Bonanza Banzai – A jel
- 1990 / Bonanza Banzai – The compilation
- 1991 / Bonanza Banzai – 1984
- 1991 / Bonanza Banzai – A pillanat emlékműve (aranylemez)
- 1991 / Bonanza Banzai – Monumentum
- 1992 / Bonanza Banzai – Bonanza Live Banzai (aranylemez)
- 1992 / Bonanza Banzai – Elmondatott (aranylemez)
- 1993 / Bonanza Banzai – Régi és új
- 1994 / Bonanza Banzai – Jóslat (aranylemez)
- 1994 / Bonanza feat. Bonna Ross – Positive Thinking
- 1995 / Bonanza Banzai – Búcsúkoncert
- 1995 / Le Prelude – Arccal a földnek
- 1996 / Frei dosszié
- 1997 / Fresh – Fresh láz
- 1998 / Fresh – Itt vagyunk (aranylemez)
- 1999 / Fresh – Boogie nights
- 2000 / Fresh – Add meg magad
- 2001 / Fresh – Billerbeck
- 2002 / Fresh – Ringass most el
- 2003 / Hit Project – Get on! Sax it up! (album)
- 2005 / Fresh – Félig ördög, félig angyal (dvd)
- 2006 / Fresh – Karaoke (dvd)
- 2006 / Fresh – Karácsony
- 2008 / Bonanza Banzai – 87-92 (dvd)
- 2008 / Ice Coffee Lounge 2008
- 2009 / Bonanza Banzai – 93-94 (dvd)
- 2009 / Ice Coffee Lounge 2009
- 2010 / 2010 The elements
- 2010 / Ice Coffee Lounge 2010
- 2011 / Fresh – Másik ajtó
- 2011 / Soul reloaded
- 2012 / Ice Coffee Lounge 2012
- 2013 / Relaxációs zene gyógyuló betegeknek 1.
- 2013 / Relaxációs zene kismamáknak szoptatáshoz
- 2013 / Relaxációs zene vajúdó kismamáknak 1.
- 2014 / Ice Coffee Lounge 2014
- 2015 / Musicbox 1.
- 2016 / Ice Coffee Lounge 2016
- 2017 / Hauber Zsolt Requiem
- 2017 / Dreamland
- 2018 / Nándorfehérvár
- 2019 / Solaris
- 2020 / Peace
- 2020 / Hauber Zsolt újra játssza 1.
- 2020 / Best 1.
- 2021 / Hauber Zsolt újra játssza 2.
- 2021 / Best 2.
- 2021 / Főnix
- 2021 / Hauber Zsolt újra játssza 3.
- 2021 / Best 3.
- 2022 / Hauber Zsolt újra játssza 4.
- 2022 / Best 4.
- 2022 / Ice Coffee Lounge 2022
- 2022 / Hauber Zsolt Tv zenék 1.
- 2022 / Hauber Zsolt Tv zenék 2.
- 2022 / Hauber Zsolt újra játssza 5.
- 2022 / Hauber Zsolt legszebb lassú zenéi
- 2023 / Ice Coffee Lounge 2023
- 2023 / Hauber Zsolt újra játssza 6.
- 2023 / Hauber Zsolt újra játssza 7.
- 2023 / Best 5.
- 2023 / Hauber Zsolt X Bonanza Banzai Live 2023
- 2024 / Hauber Zsolt újra játssza 8.
- 2024 / Best 6.

## Diszkográfia – kislemezek
- 1997 / Fresh – Ilyen ma egy lány
- 1998 / Fresh – Itt vagyunk
- 1998 / Fresh – Táncolj még!
- 1998 / Fresh – Hideg a szív
- 1999 / Fresh – Boogie nights
- 1999 / Fresh – Üzenet a Holdról
- 2000 / Fresh – Add meg magad
- 2000 / Fresh – Felszárad a könny
- 2000 / Fresh – Mondj egy mesét
- 2000 / Jay Project – Mást játszom
- 2001 / Fresh – Szép nap
- 2002 / Fresh – 200 lóerő
- 2002 / Fresh – Fekete kor
- 2003 / Fresh – Utolsó tangó
- 2004 / Hit Project – Álmodjunk tovább
- 2004 / Fresh – Tigrisdal
- 2004 / Fresh – Nyugtalan vándor
- 2005 / Hit Project – Miénk a világ
- 2005 / Hamvai P.G. – Hauber Zsolt – A vágy kappa
- 2005 / Fresh – Félig ördög, félig angyal
- 2007 / Hit Project – Question of time
- 2007 / Fresh – Latin holiday
- 2008 / Hit Project – Saxuality
- 2008 / Fresh – Mámor
- 2009 / Hit Project – Arriba
- 2009 / Fresh – Ne félj!
- 2009 / Fresh – Volt egy nyár
- 2013 / Bourbon str – Everybody wants to rule the world
- 2014 / Fresh – Party
- 2015 / Hauber Zsolt – Summer in blue
- 2016 / Hauber Zsolt – Sunset blvd
- 2016 / Hauber Zsolt – Timelaps
- 2016 / Hauber Zsolt – Human
- 2016 / Hauber Zsolt – Back in life
- 2017 / Hauber Zsolt – Airdrops
- 2017 / Hauber Zsolt – Boldog szülinapot!
- 2017 / Hauber Zsolt – Jingle bells
- 2017 / Hauber Zsolt – Neon ways
- 2017 / Hauber Zsolt – Hold on
- 2018 / Hauber Zsolt – Seasons
- 2019 / Hauber Zsolt – Aphrodite
- 2019 / Hauber Zsolt – Solaris
- 2019 / Hauber Zsolt – Flo
- 2020 / Hauber Zsolt – Asztronauta
- 2020 / Hauber Zsolt – Adagio
- 2020 / Hauber Zsolt – Party time
- 2020 / Hauber Zsolt – Emlékezz rám!
- 2020 / Hauber Zsolt – Industry
- 2020 / Hauber Zsolt – Punisher
- 2020 / Hamvai P.G. – Hauber Zsolt – A világ végén
- 2021 / Hauber Zsolt – Apollo
- 2021 / Hauber Zsolt – Pálfalvy Attila – A szívemben élsz
- 2021 / Hauber Zsolt – Pálfalvy Attila – Főnix
- 2021 / Hauber Zsolt – Távoli hang
- 2021 / Hauber Zsolt – A vágy kapuja ep
- 2021 / Hauber Zsolt – Pálfalvy Attila – Mindig van visszaút
- 2022 / Hauber Zsolt – Matyó
- 2022 / Hauber Zsolt – Pálfalvy Attila – Lélekmotor
- 2022 / Hauber Zsolt – Pálfalvy Attila – Csendes az éj
- 2023 / Hauber Zsolt – Védd magad!
- 2023 / Hauber Zsolt – Az idő

## Albumok melyeken közreműködött
- Ákos – Karcolatok (aranylemez)
- Ákos – Test (aranylemez)
- Ákos – Igazán (platinalemez)
- Ákos – Ébredj mellettem
- Ákos – Még egyszer (platinalemez)
- Ákos – Ugyanúgy (platinalemez)
- Ákos – Szabadon (platinalemez)
- Carpe Diem – Álomhajó (aranylemez)
- Erika C és Roby D – Végre megtaláltam Őt (aranylemez)
- Erika C és Roby D – Mr. Hóember (kislemez)
- Erika C és Roby D – Best of Zoltán Erika (aranylemez)
- Erika C és Roby D – Tiszta őrület (kislemez)
- Zoltán Erika – A szívem a főnyeremény (album)
- Szörényi Örs – Percemberek (album) (Hidd még eljön a napfény)
- Bery – Egyedül (album) (Metropolisz)
- Emergency House – Dübörög a ház (album)
- Emergency House – A party folytatódik (album)
- Emergency House – Nyakig ér a holiday (kislemez)
- Emergency House – EH3 (album)
- Emergency House – Ez legalább sex (kislemez)
- Pa-dö-dő – 10 éves a Pa-Dö-Dö (album / aranylemez) (Te vagy a legjobb dolog a héten, Hova mész)
- Jay project – Mást játszom (album)
- Enikő – Szomorú nyár (kislemez)
- Dr. Bobo – Hé, baby boy (kislemez)
- Atn – Gyere táncolj (kislemez)
- Biző Boys – Egy világvégi buli (kislemez)
- Biző Boys – Biző Boys (album)
- Garbi – Kék madar (kislemez)
- 90.9 Jazzy (válogatásalbum) (Bourbon St – Everybody wants to rule the world remix)
- Agressor Special Xmas Edition (kislemez) (Fresh – Karácsony éj)
- Fanny – Élj a maximumon (kislemez)
- Fanny – Élj a maximumon (album)
- Fanny – Disco-láz (kislemez)
- Maxi-1 (kislemez) (Fanny – Maximum)
- E-play generation (válogatásalbum) (Sterbinszky and Hauber – Paradise)
- Coca-Cola Music (válogatásalbum) (Hit Project – Get on sax it up)
- Juventus mix 1. (válogatásalbum) (Carpe Diem – Álomhajó, Fresh – Itt vagyunk, Táncolj még, C'est la vie – Vár ránk a nyár, Emergency House – Dübörög a ház, Erica C–Roby D – Tiszta őrület)
- Juventus mix 4. (válogatásalbum) (Hit Project – Get on sax it up, Jay Project – Túl jó, Bonanza Banzai – Induljon a banzáj 2000)
- Juventus mix 5. (válogatásalbum) (Jay Project – Mást játszom)
- Juventus mix 6. (válogatásalbum) (Fresh – Funky baby)
- Juventus mix 7. (válogatásalbum) (Hit Project – Get on sax it up, Fresh – Én is imádlak, Nyugtalan vándor)
- Juventus mix 8. (válogatásalbum) (Hamvai P.G. – Hauber Zsolt – A világ végén, Fresh – Félig ördög, félig angyal, Hit Project – Álmodjunk tovább)
- Ez Az 98' (válogatásalbum) (Fresh – Táncolj még)
- Dancissimo 2005 (válogatásalbum) (Fresh – Nyugtalan vándor)
- Dancissimo 2008 (válogatásalbum) (Fresh – Latin holiday)
- Partissimo (válogatásalbum) (Fresh – Én is imádlak, Nyugtalan vándor)
- Hungarissimo 2. (válogatásalbum) (Fresh – Mámor)
- My Dance (válogatásalbum) (Hamvai P.G – Hauber – A vágy kapuja)
- Byblos (válogatásalbum – aranylemez) (Hit Project – Get on sax it up, Fiesta, Back on the beat, Funky beat, Jump)
- A Tribute to Depeche Mode (remix album) (Spigiboy feat. Hauber – Question of time)
- Retro Poptarisznya 2. (remix album)(Carpe Diem – Álomhajó, Bonanza Banzai – Hit Project – Kezemet nyújtom remix)
- Hungarian House Only (válogatásalbum)(Sterbinszky–Hauber – The trance Comes)
- Hungarian Trance Party (válogatásalbum)(Fresh – Felszárad a könny, Jay Project – Mást játszom)
- Dancemix.hu (válogatásalbum)(Fresh – Add meg magad)
- Dancemix.hu 2003 (válogatásalbum)(Carpe Diem – Álomhajó, Hit Project – Funky beat, Miénk a világ, Bonanza Banzai – Valami véget ért, Fresh – Funky baby, Én is imádlak)
- Repeat (remix album) (Dosszié repeat)
- Budapest Parádé 2002 (válogatásalbum)(Spigiboy feat Timo – Back on the street)
- Budapest Parádé 2003 (válogatásalbum)(Spigiboy – Miénk a világ)
- Budapest Parádé 2004 (válogatásalbum)(Spigiboy–Hauber – Feel so good)
- Budapest Parádé 2005 (válogatásalbum)(Hamvai P.G. – Hauber Zsolt – A világ végén)
- Cserháti Zsuzsa – Különös szilveszter 2000 (remix kislemez)
- Hungarian Dance Party (válogatásalbum)(Hamvai P.G. – Hauber Zsolt – A vágy kapuja, Hit Project – Álmodjunk tovább, Get on sax it up, Fresh – Tigrisdal)
- Szupermulatós Megaparty Extra (válogatásalbum)(Hit Project – Get on sax it up)
- Szupermulatós Megaparty (válogatásalbum)(Jay Project – Tavaszi szél, Fresh – Én is imádlak)
- Nagy Mulatós lemez (válogatásalbum)(Fresh – Táncolj még)
- Megamix Tuning (válogatásalbum)(Fresh – Én is imádlak, Boogienights, Álmok hercege, Fekete kor, Prágai lány / Hit Project – Sax it up, Miénk a világ)
- Partytime 2. (válogatásalbum)(Hit Project – The world is mine, Eternity)
- 90.9 Jazzy Lounge 3 (válogatásalbum)(Hauber Zsolt – Spirit)
- Orgazmix (album) (Je t'aime, Te quiero)
- Baby pop 1.

## Díjak
- 1982 – Élen a sportban élen a tanulásban kitüntetés
- 1993 – Aranyzsiráf (Fonogram) az Év hazai hangfelvétele díj (Ma Mahasz díj)
- 1993 – Aranyzsiráf (Fonogram) az Év hazai lemezborítója díj (Ma Mahasz díj)
- 1993 – Aranyzsiráf (Fonogram) az Év hazai videóklipje díj (Ma Mahasz díj)
- 1993 – Aranyzsiráf (Fonogram) az Év hazai koncertje díj (Ma Mahasz díj)
- 2015 – Petőfi Zenei díj – Az év videó-klipje – Igazán
- 2016 – Petőfi Zenei díj – Az év dala – Még egyszer
- Bravo Otto díj
- Popcorn díj
- Ifjúsági Magazin különdíj